# Águas Formosas
Águas Formosas é um município brasileiro  localizado no estado de Minas Gerais. Sua população em 2022 era de 18 448 habitantes.
É um polo regional que abrange uma população estimada em aproximadamente 75 mil pessoas. Tem saída pavimentada para a capital Belo Horizonte, pela MG-105. O município também possui acessos ao estado da Bahia por Machacalis, Bertópolis ou Umburatiba, através da LMG-682, onde ambos acessos encontram pavimentados.
A economia baseia-se, basicamente, na pecuária e seus derivados.
Foi fundada em 1938 por Cesario Matias de Almeida, cujo nome está na escola estadual e em uma das suas ruas. Está escrito no livro Pioneiros de Águas Formosas

## Clima
- Média anual: 22,4 °C
- Média máxima anual: 29,3 °C
- Média mínima anual: 17,5 °C

## Lazer
Atualmente, Águas Formosas conta com a Praça Minas Gerais como a maior opção de lazer, onde se tem trailers, sorveterias e etc. A Escola Estadual Capitão Inácio Soares contribui para o incentivo da prática de esportes como futsal, basquete, handebol e vôlei. A cidade conta ainda com belíssimas cachoeiras destacando a cachoeira da Zuada com quedas d'águas maravilhosas, onde recebe visitas de turistas de toda região. Recentemente Águas formosas realizou a feira literária sob o título " Mucuriarte", com a participação de vários municípios do Vale do Mucuri. Durante a feira foram ministradas as oficinas de artes circenses; oficinas de teatro forúm e performance de teatro da Solidão Solidaria (instrutor Humberto marambai); Elaboração de projetos; Festival de músicas regionais e lançamento de edições inéditas de livros de poesias e contos.

## Cultura
A cultura áquas-formosense está em desenvolvimento. A  'Associação Vale Viver' contribui com projetos que estimulam os cidadãos a se aproximarem mais da música, dança, teatro e etc. A Prefeitura Municipal de Águas Formosas busca sempre promover eventos. Todo ano acontece a FEAGRO que sempre promove shows, trazem artesãos locais e também um parque para as crianças.

## Esporte
O esporte de Águas Formosas sempre foi voltado para o futebol de campo com belíssimos jogos municipais onde participam vários atletas da cidade e de toda a região.
Em meados dos anos 1980 até final dos anos de 1990, o município disponibilizava de várias modalidades esportivas, como: vôlei, peteca, futsal, futebol, entre outros, que eram difundidas através dos pais para os filhos bem como nas escolas.
Com o decorrer dos anos, graças ao êxodo de grande parte da população águas-formosense, várias tipos de esportes foram esvaindo, na qual fortaleceu apenas o futebol.
Como o esporte sempre foi difundido através das escolas, a partir de 2007 dois
professores: Deyvid Antunes e Ramirez Medrado iniciaram na cidade projetos nas modalidades de Handebol e Basquete onde treinavam a nível escolar, com o objetivos de participarem nos jogos escolares, onde foram campeões várias vezes na etapa microrregional tanto na categoria masculino como no feminino, chegando a ser campeões de Handebol masculino até 17 anos em 2011 nos Jogos Escolares de Minas Gerais - JEMG.

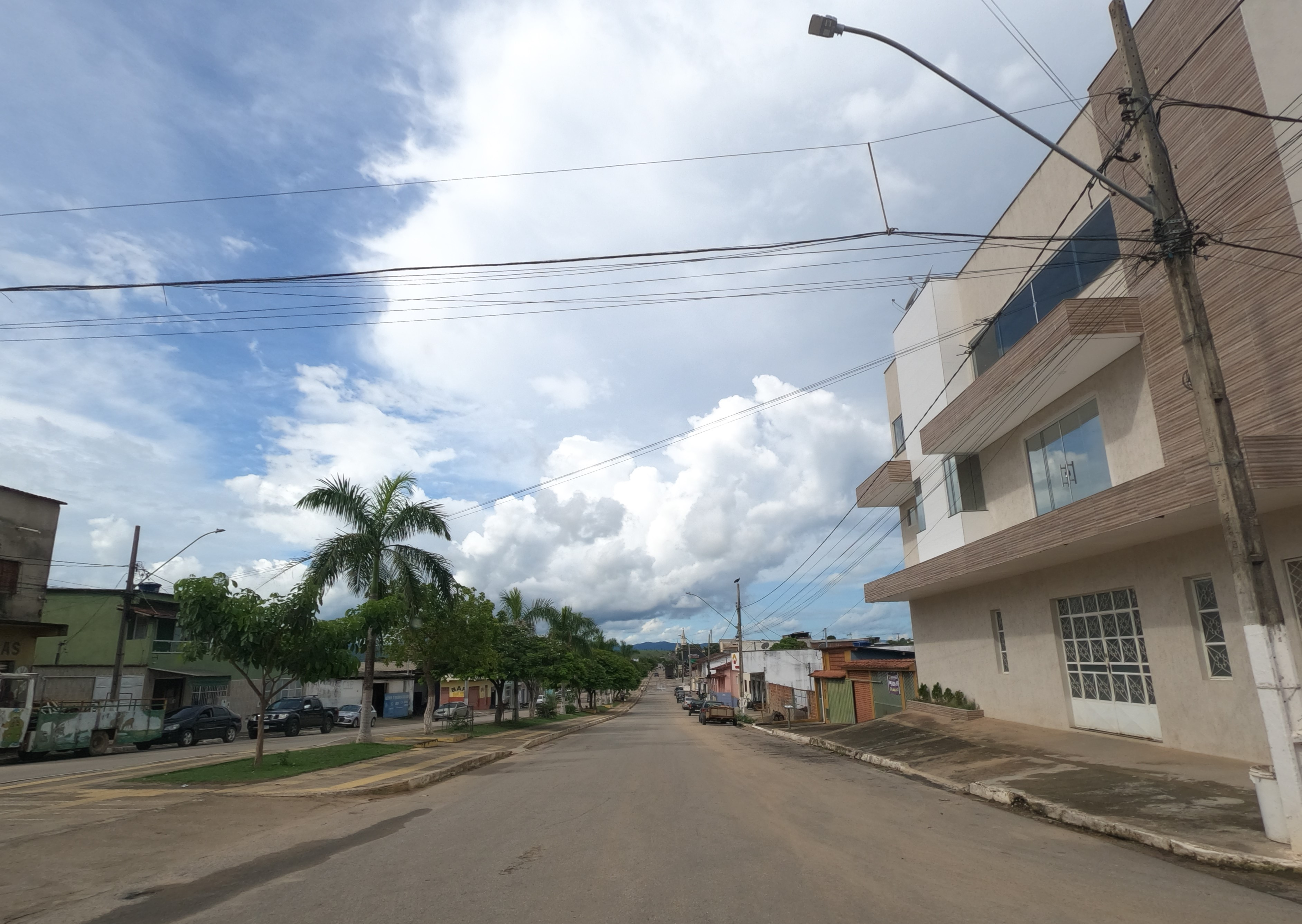
Avenida Belo Horizonte em Águas Formosas
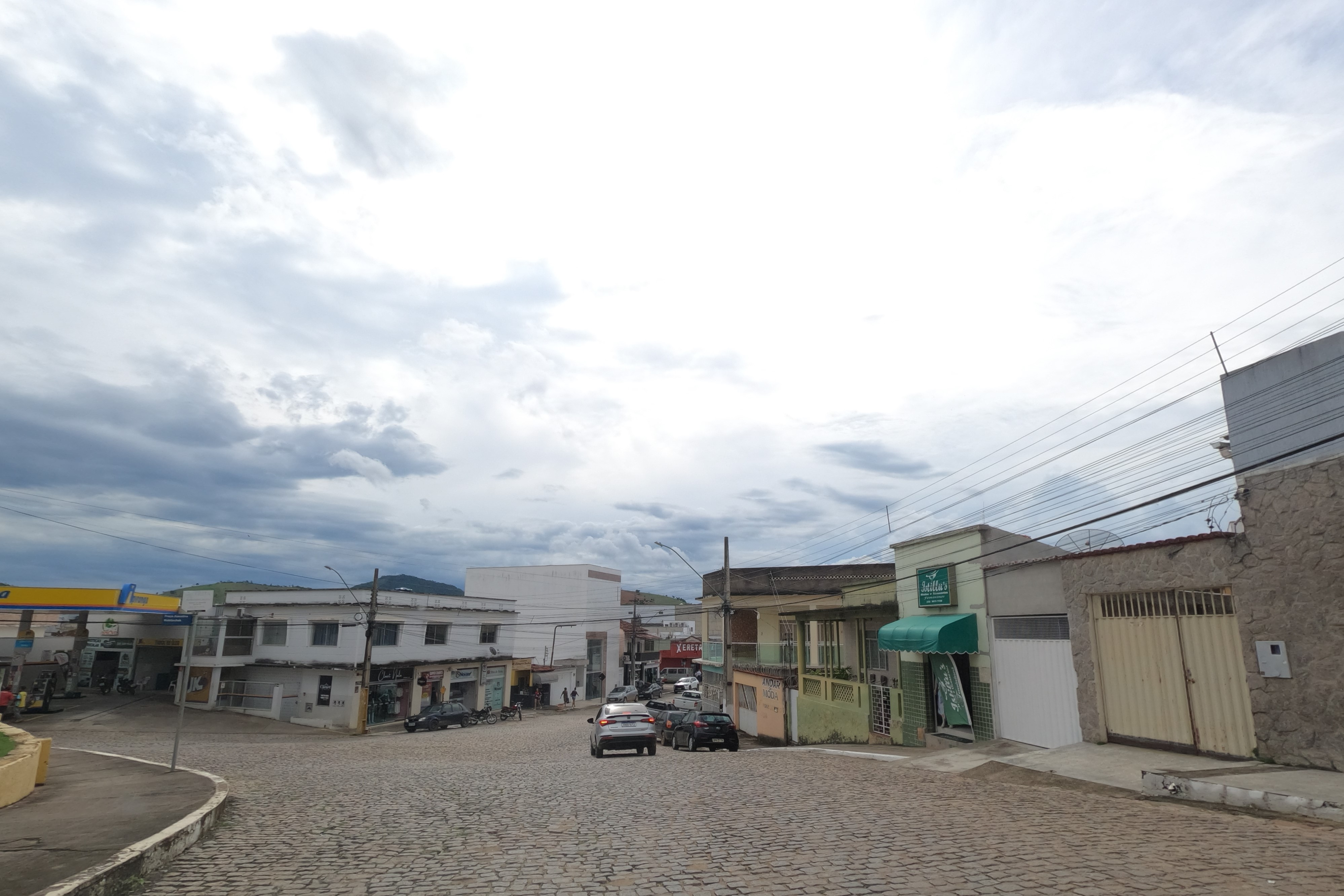
Aspecto da cidade
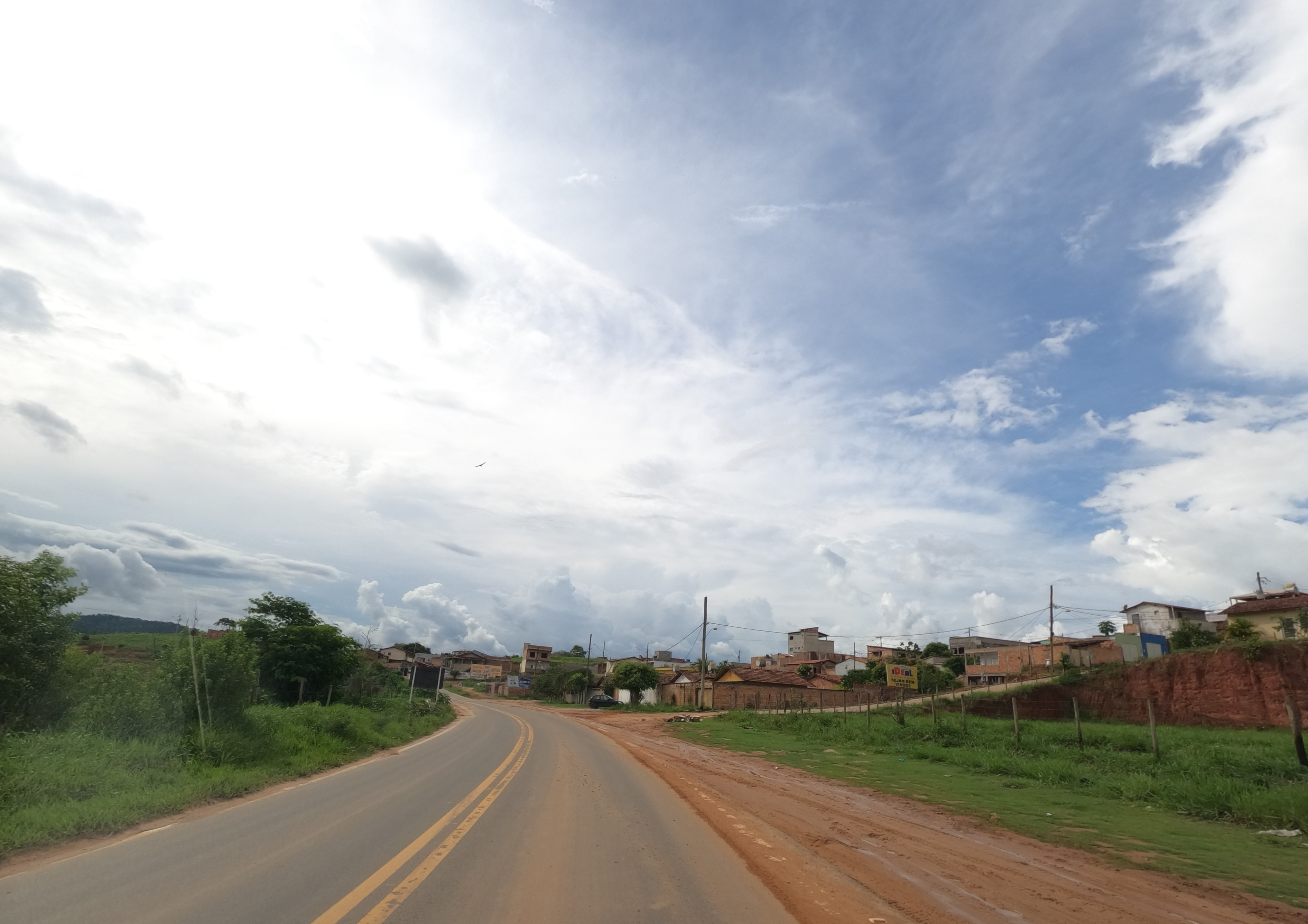
MG-105 no município